# Stenshøj

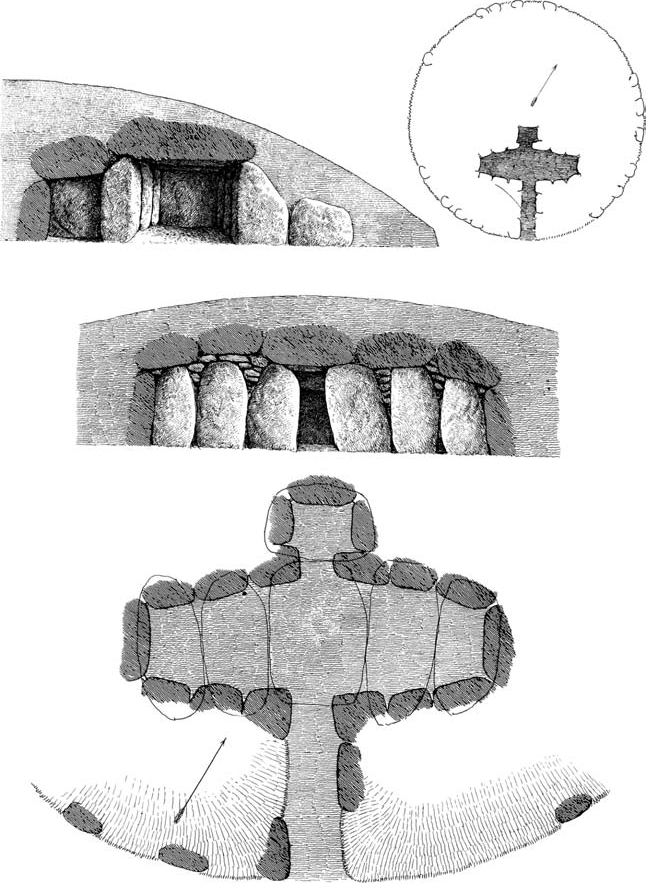
Der Stenshøj nach A.P. Madsen

Der Stenshøj in Suldrup in der Rebild Kommune im dänischen Himmerland stammt aus dem Neolithikum und ist eine Megalithanlage der Trichterbecherkultur (TBK). Das Ganggrab ist eine Bauform jungsteinzeitlicher Megalithanlagen, die aus einer Kammer und einem baulich abgesetzten, lateralen Gang besteht. Diese Form ist primär in Dänemark, Deutschland und Skandinavien, sowie vereinzelt in Frankreich und den Niederlanden zu finden. 

## Beschreibung
In dem Rundhügel von etwa 18,0 m Durchmesser und 3,5 m Höhe liegt im südlichen Teil ein Ganggrab mit einer der seltenen Nebenkammern (dänisch bikammer). Nur 30 derartige Anlagen (bei 500 erhaltenen Ganggräbern) findet man rund um den Limfjord und in Djursland, drei auf Seeland (z. B. Hørhøj) und zwei auf Lolland (Bag-Hyldehøj und Torhøj).
Im Erdhügel sind 17 Tragsteine der Kammer und der Nebenkammer erhalten. Die ovale bzw. doppeltrapezoide Nordost-Südwest orientierte Kammer ist etwa 7,2 m lang, 2,6 m breit und 1,8 m hoch. Sie besteht aus 14 Tragsteinen (ein Stein für die beiden Enden und sechs Steine auf jeder Längsseite). Trockenmauerwerk befindet sich nur zwischen den Seitensteinen. Die Kammer wird von fünf Decksteinen bedeckt, wovon der mittlere besonders groß ist. Der mittig ansetzende Gang ist 4,2 m lang und 0,7 m breit. Erhalten sind nur zwei der einst vier Tragsteine. Auch einige Randsteine des Rundhügels sind erhalten. In der Mitte der Westseite, gegenüber dem Gang, liegt die schmale Öffnung für die 1,9 m lange 0,4 m breite und 1,4 m hohe Nebenkammer, bestehend aus drei Tragsteinen und einem Deckstein.
Westlich von Suldrup liegt das Ganggrab Alsing Høje.